# ファーディナンド・フェアファクス (第2代フェアファクス卿)

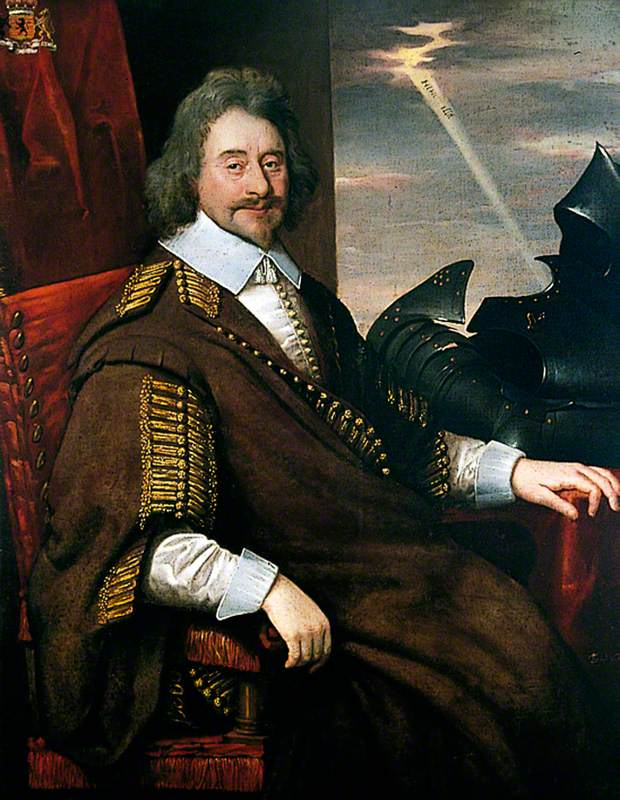
ファーディナンド・フェアファクス

第2代キャメロンのフェアファクス卿ファーディナンド・フェアファクス（Ferdinando Fairfax, 2nd Lord Fairfax of Cameron, 1584年3月29日 - 1648年3月14日）は、イングランドの貴族・軍人（スコットランド貴族）。清教徒革命（イングランド内戦）下で議会派に属して王党派と戦った。第3代フェアファクス卿でニューモデル軍司令官でもあるトーマス・フェアファクスの父で、息子との区別のため「老フェアファクス」とも呼ばれる。
初代キャメロンのフェアファクス卿トーマス・フェアファクスの子としてヨークシャーで生まれ、長期議会で下院議員に選出、1642年に第一次イングランド内戦が始まると息子トーマスと共に議会派に参戦、ヨークシャーの兵を動員して王党派と戦った。
1643年、ニューカッスル伯（後に侯爵）ウィリアム・キャヴェンディッシュに6月30日のアドウォルトン・ムーアの戦いで敗れ、退却したハルを包囲されたが、救援に来た東部連合軍の司令官マンチェスター伯エドワード・モンタギューと部下の鉄騎隊隊長オリバー・クロムウェルに呼応してハルを脱出した。トーマスは東部連合軍と合流するとリンカンシャーへ向かいニューカッスル伯と再戦、10月11日のウィンスビーの戦いで勝利しリンカンシャーとヨークシャーを確保した。
1644年4月に東部連合軍とリーヴェン伯アレクサンダー・レズリーおよび甥のデイヴィッド・レズリーが率いるスコットランド国民盟約（盟約派）の援軍と合流、7月2日のマーストン・ムーアの戦いでニューカッスル侯およびカンバーランド公ルパートが率いる国王軍と対峙して歩兵隊を指揮、王党派に中央を突破され一時退却したが、クロムウェルの奮戦で王党派は打ち破られ議会派の勝利に終わった。戦後ヨークを攻略して市長官になったが、翌1645年の辞退条例成立で辞任した。1648年に63歳で死去、トーマスが爵位を継承した。
2度結婚していて、最初の妻でマルグレイヴ伯エドマンド・シェフィールドの娘メアリーとの間に2男6女を儲けた。長男トーマスと次男チャールズがいたが、チャールズはマーストン・ムーアの戦いで戦死した。